# Gauqueri d'Aurèlh
Gauqueri d'Aurèlh, Galteri o Gualter (Meulan-en-Yvelines, Vexin, Illa de França, ca. 1060 - camí de Llemotges a Aurèlh, 9 d'abril de 1140) fou un eremita, fundador d'una canònica de canonges regulars al Llemosí. És venerat com a sant per diverses confessions cristianes.

## Biografia
Gauqueri nasqué prop de Meulan-en-Yvelines (Vexin, Illa de França) cap al 1060; va rebre una bona educació i mostrà tendència cap a la vida religiosa. A divuit anys volgué abandonar el món i el seu director espiritual l'envià a Humbert, canonge de Llemotges que havia estat el seu mestre i que era de viatge per la regió. Humbert encoratjà Gauqueri per seguir el seu designi i tornà amb ell al Llemosí, on el jove faria vida eremítica.
En arribar a Saint-Léonard, pregà davant la tomba de Sant Lleonard de Llemotges per poder ser com ell, i amb un amic anomenat Germond anà a un bosc de la regió, aïllat i solitari, a l'actual Chavanhac (Dordonya). Hi construí una ermita i hi visqueren els tres en solitud. De mica en mica, la seva manera de viure i la fama de santedat va fer que altres volguessin imitar-lo, i començaren a anar-hi altres eremites que s'hi instal·laven prop seu i n'esdevingueren deixebles.
Gauqueri volgué formar una comunitat i fundar un monestir per hostatjar-la, però no n'obtingué el permís dels amos del terreny, els monjos agustins de la Mare de Déu de la Regla de Llemotges. Segons la llegenda, un colom el guià fins a un nou lloc: contínuament prenia al bec la palla de la teulada de la seva cabana i l'emportava envers una direcció, fins que Gauqueri la seguí. En arribar al lloc anomenat Silvaticus, s'hi instal·là. Hi tingué el suport del bisbe i del capítol de canonges de Sent Esteve de Llemotges, que l'animaren a formar una comunitat amb els deixebles.
Així, entre 1081 i 1085 es fundà un priorat de canonges regulars, al voltant del qual es formà el municipi d'Aurèlh, i l'església del qual fou dedicada a Sant Joan Evangelista en 1093. Els canonges d'Aurèlh tingueren una vida activa a la diòcesi i s'encarregaren de fins a quaranta esglésies, priorats dependents de l'abadia d'Aurèlh, a la regió del Llemosí i el sud del Berry. Entre els deixebles de Gauqueri hi hagué Lambert d'Angulema i Fauqueri. Conegué Esteve de Muret, a qui donà l'ermita on visqué. A més, també fundà una comunitat femenina, amb les dones que també s'havien retirat a fer vida eremítica, a Bost-las-Mongeas, a mig kilòmetre d'Aurèlh. Donà a les dues comunitats la Regla de Sant Agustí, i la d'Aurèlh seguia les constitucions de la canònica de Sant Ruf d'Avinyó que havia aprovat Urbà II, i que afegien al celibat la comunió de béns.
Gauqueri, a més, fou un reconegut predicador. Morí a una avançada edat a causa d'una caiguda del cavall el 9 d'abril de 1140.

## Veneració
Tingut per sant, el bisbe de Llemotges el canonitzà en 1194, amb l'autorització del papa Celestí III. N'hi ha una vida llatina fragmentària, poc posterior a la seva mort.
És el patró dels llenyataires, activitat que segurament dugué a terme mentre era ermita al bosc.